# Diocèse de Ciudad Juárez
Le diocèse de Ciudad Juárez (en latin : Dioecesis Civitatis Iuarezensis ; en espagnol : Diócesis de Ciudad Juárez) est un diocèse de l'Église catholique du Mexique, suffragant de l'archidiocèse de Chihuahua.

## Territoire

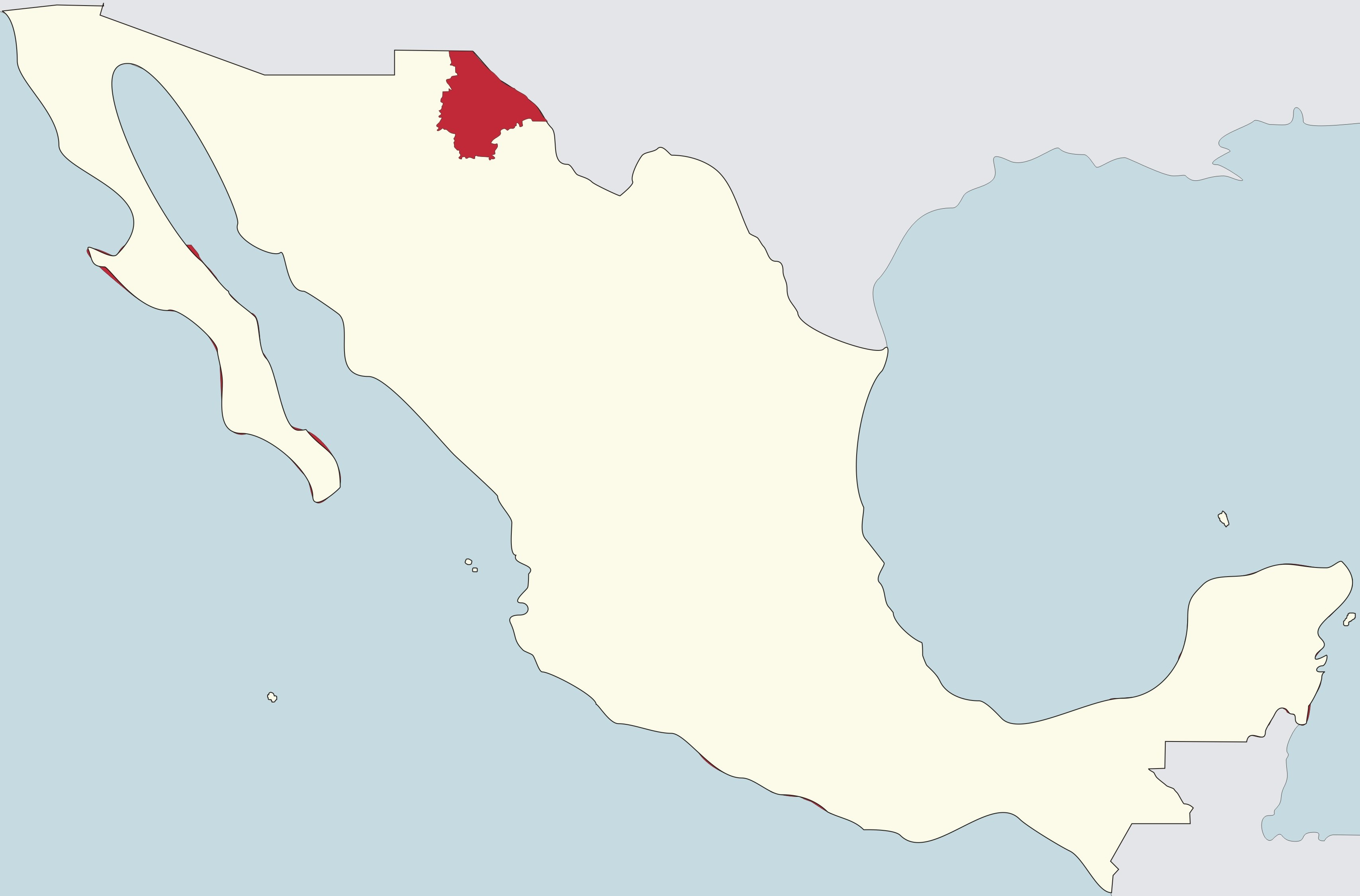
Le diocèse de Ciudad Juárez en rouge sur la carte du Mexique

Il comprend les municipalités d'Ahumada, Guadalupe, Juárez et Praxedis G. Guerrero de l'État de Chihuahua ce qui correspond à un territoire d'une superficie de 29 639 km2 divisé en 77 paroisses.
Le siège épiscopal est dans la ville de Ciudad Juárez où se trouve la cathédrale Notre-Dame-de-Guadalupe.

## Historique
Le diocèse est érigé le 10 avril 1957 par la constitution apostolique In similitudinem Christi du pape Pie XII en prenant une partie du territoire du diocèse de Chihuahua (aujourd'hui archidiocèse de Chihuahua).
Nommé suffragant de l'archidiocèse de Durango lors de sa création, il intègre la province ecclésiastique de Chihuahua le 22 novembre 1958 en vertu de la constitution apostolique Supremi muneris du pape Jean XXIII.
Par le décret Concrediti gregis du 15 octobre 1963 de la congrégation des évêques, il cède les municipalités d'Ojinaga, Coyame del Sotol, Manuel Benavides et Guerrero à l'archidiocèse de Chihuahua.
Il cède une portion de territoire le 25 avril 1966 pour l'érection de la prélature territoriale de Madera (aujourd'hui diocèse de Cuauhtémoc-Madera)et une autre partie le 13 avril 1977 pour la création de la prélature territoriale de Nuevo Casas Grandes (aujourd'hui diocèse de Nuevo Casas Grandes).

## Évêques
- Manuel Talamás Camandari (21 mai 1957 - 11 juillet 1992)
- Juan Sandoval Íñiguez (11 juillet 1992 - 21 avril 1994), nommé archevêque de Guadalajara
- Renato Ascencio León (7 octobre 1994 - 20 décembre 2014)
- José Guadalupe Torres Campos, depuis le 20 décembre 2014